# Thallium(I)-nitrat
Thallium(I)-nitrat ist eine chemische Verbindung aus der Gruppe der Thalliumverbindungen und Nitrate.

## Gewinnung und Darstellung
Thallium(I)-nitrat kann durch Reaktion von Thallium(I)-iodid mit Salpetersäure gewonnen werden. Einfacher geht die Herstellung jedoch ausgehend vom Metall selbst, seines Hydroxids oder des Carbonats aus:
{\displaystyle \mathrm {TlOH+HNO_{3}\longrightarrow \ TlNO_{3}+H_{2}O} }
{\displaystyle \mathrm {Tl_{2}CO_{3}+2\ HNO_{3}\longrightarrow \ 2\ TlNO_{3}+CO_{2}+H_{2}O} }

## Eigenschaften
Thallium(I)-nitrat ist ein feuchtigkeitsempfindlicher hygroskopischer weißer geruchloser brandfördernder Feststoff. Er zersetzt sich bei Erhitzung, wobei nitrose Gase und Thalliumoxide entstehen. Er ist löslich in Wasser, wobei die Löslichkeit beim Erwärmen außerordentlich stark zunimmt.

## Verwendung
Thallium(I)-nitrat wird für die chemische Produktion und Analyse sowie als Zusatzstoff bei der Produktion von Faseroptiklinsen verwendet.

## Verwandte Verbindungen
- Thallium(III)-nitrat